# Gelfingen
Gelfingen is een plaats en voormalige gemeente in het Zwitserse kanton Luzern, telt 768 inwoners en ligt aan het Baldeggermeer.

## Geschiedenis
De gemeente behoorde tot het toenmalige district Hochdorf tot dit in 2007 werd opgeheven. In 2009 ging Gelfingen op in de gemeente Hitzkirch.